# Ophrynopus
Ophrynopus (лат.) — род перепончатокрылых насекомых из реликтового семейства оруссиды (Orussidae). Около 15 видов.

## Ареал
Южная Америка (Аргентина, Бразилия, Гватемала, Парагвай, Эквадор) и Центральная Америка (Мексика, Коста-Рика, Панама, Тринидад).

## Описание
Среднего и мелкого размера оруссиды, длина от 3 до 10 мм. Основная окраска от тёмно-коричневой до чёрной, бёдра и голени обычно красновато-коричневые. Лабиомаксиллярный комплекс ротовых органов развит полностью, состоит из 5 нижнечелюстных и 3 нижнегубных члеников. Биология почти неизвестна, кроме информации о том, что вид Ophrynopus depressatus был выведен из растения Araucaria angustifolia (Араукариевые), вместе с рогохвостами Derecyrta sp. из семейства Xiphydriidae. Кроме того, Ophrynopus nigricans был выведен из растения Agave nelsoni (Агавовые), заражённого молями Agavenema pallida Davis (Incurvariidae) (Middlekauff, 1983).
Монофилия рода твёрдо установлена филогенетическими исследованиями, подтверждена уникальными признаками таксона (наличием мезостернального киля и другими признаками), так что его иногда выделяют в отдельное подсемейство Ophrynopinae или, как минимум, в трибу Ophrynopini (вместе с родом Stirocorsia).
Таксон Ophrynopus был впервые выделен в 1897 году немецким гименоптерологом Фридрихом Вильгельмом Коновым (Friedrich Wilhelm Konow, 1842—1908) на основании типового вида Ophrynopus andrei Konow, 1897. Морфологически и филогенетически близок к роду Stirocorsia. Около 15 видов.
- Ophrynopus andrei Konow, 1897 — Бразилия
- Ophrynopus batesianus (Westwood, 1874) — Бразилия
- Ophrynopus carinatus Vilhelmsen & Smith, 2002 — Бразилия
- Ophrynopus depressatus Smith, 1988 — Аргентина, Бразилия
- Другие виды